# Lewe (Myanmar)
Lewe (Birmaans: လယ်ဝေး) is een town in Myanmar. De town ligt in Naypyidaw Union Territory, vlak bij de hoofdstad Naypyidaw. 